# Henry Palme
Henry Palme (Suecia, 4 de septiembre de 1907-2 de junio de 1987) fue un atleta sueco especializado en la prueba de maratón, en la que consiguió ser medallista de bronce europeo en 1938.

## Carrera deportiva
En el Campeonato Europeo de Atletismo de 1938 ganó la medalla de bronce en la carrera de maratón, recorriendo los 42,195 km en un tiempo de 2:42:13 segundos, llegando a meta tras el finlandés Väinö Muinonen (oro con 2:37:28 segundos que fue récord de los campeonatos) y el británico Squire Yarrow.